# Elezioni comunali in Liguria del 1980
Le elezioni comunali in Liguria del 1980 si tennero l'8-9 giugno.

## Provincia di Genova

### Chiavari
| Partito                                                                                             | Partito                                       | Voti   | %     | Seggi | Differenza (%) | /       |
| --------------------------------------------------------------------------------------------------- | --------------------------------------------- | ------ | ----- | ----- | -------------- | ------- |
| | Democrazia Cristiana                          | 9 117  | 43,45 | 18    | 3,82           | 2       |
| | Partito Comunista Italiano                    | 4 469  | 21,30 | 9     | 1,93           | 1       |
| | Partito Socialista Italiano                   | 3 310  | 15,77 | 6     | 3,84           | 1       |
| | Partito Repubblicano Italiano                 | 1 200  | 5,72  | 2     | 1,93           | 1       |
| | Partito Socialista Democratico Italiano       | 1 080  | 5,15  | 2     | 0,88           | 1       |
| | Partito Liberale Italiano                     | 1 068  | 5,09  | 2     | 0,11           | Stabile |
| | Movimento Sociale Italiano - Destra Nazionale | 739    | 3,52  | 1     | 0,79           | Stabile |
| Totale                                                                                              | Totale                                        | 20 983 | 100   | 40    |                |         |
| Votanti                                                                                             | Votanti                                       | 21 965 | 88,68 |       |                |         |
| Elettori                                                                                            | Elettori                                      | 24 768 | 100   |       |                |         |
| Fonte: Archivio storico delle elezioni - Ministero dell'Interno, su elezionistorico.interno.gov.it. |                                               |        |       |       |                |         |

### Rapallo
| Partito                                                                                             | Partito                                       | Voti   | %     | Seggi | Differenza (%) | /       |
| --------------------------------------------------------------------------------------------------- | --------------------------------------------- | ------ | ----- | ----- | -------------- | ------- |
| | Democrazia Cristiana                          | 9 232  | 46,39 | 15    | 1,18           | Stabile |
| | Partito Comunista Italiano                    | 4 320  | 21,71 | 7     | 1,31           | Stabile |
| | Partito Socialista Italiano                   | 1 250  | 6,28  | 2     | 0,78           | Stabile |
| | Movimento Sociale Italiano - Destra Nazionale | 1 223  | 6,15  | 2     | 0,22           | Stabile |
| | Sinistra Indipendente                         | 1 220  | 6,13  | 2     | -              | 2       |
| | Partito Socialista Democratico Italiano       | 1 134  | 5,70  | 1     | 2,44           | 1       |
| | Partito Liberale Italiano                     | 929    | 4,67  | 1     | 1,32           | Stabile |
| | Partito Repubblicano Italiano                 | 593    | 2,98  | 0     | 1,23           | 1       |
| Totale                                                                                              | Totale                                        | 19 901 | 100   | 30    |                |         |
| Votanti                                                                                             | Votanti                                       | 20 913 | 88,04 |       |                |         |
| Elettori                                                                                            | Elettori                                      | 23 755 | 100   |       |                |         |
| Fonte: Archivio storico delle elezioni - Ministero dell'Interno, su elezionistorico.interno.gov.it. |                                               |        |       |       |                |         |

### Sestri Levante
| Partito                                                          | Partito                                       | Voti   | %     | Seggi | Differenza (%) | /       |
| ---------------------------------------------------------------- | --------------------------------------------- | ------ | ----- | ----- | -------------- | ------- |
|                                                                  | Partito Comunista Italiano                    | 5 419  | 35,89 | 12    | 5,36           | 1       |
|                                                                  | Democrazia Cristiana                          | 5 417  | 35,87 | 12    | 1,31           | 1       |
|                                                                  | Partito Socialista Italiano                   | 2 713  | 17,97 | 6     | 1,77           | 1       |
|                                                                  | Mista di Centro                               | 423    | 2,80  | 0     | -              | -       |
|                                                                  | Movimento Sociale Italiano - Destra Nazionale | 414    | 2,74  | 0     | 3,63           | Stabile |
|                                                                  | Democrazia Proletaria                         | 360    | 2,38  | 0     | -              | -       |
|                                                                  | Partito Socialista Democratico Italiano       | 354    | 2,34  | 0     | 0,11           | Stabile |
| Totale                                                           | Totale                                        | 15 100 | 100   | 30    |                |         |
| Votanti                                                          | Votanti                                       | 15 984 | 92,37 |       |                |         |
| Elettori                                                         | Elettori                                      | 17 304 | 100   |       |                |         |
| Fonte: Archivio storico delle elezioni - Ministero dell'Interno. |                                               |        |       |       |                |         |

## Provincia di Imperia

### Imperia
| Partito                                                          | Partito                                       | Voti   | %     | Seggi | Differenza (%) | /       |
| ---------------------------------------------------------------- | --------------------------------------------- | ------ | ----- | ----- | -------------- | ------- |
|                                                                  | Democrazia Cristiana                          | 10 391 | 36,75 | 16    | 0,39           | 1       |
|                                                                  | Partito Comunista Italiano                    | 8 131  | 28,75 | 13    | 5,16           | 1       |
|                                                                  | Partito Socialista Italiano                   | 3 028  | 10,71 | 4     | 1,48           | 1       |
|                                                                  | Socialisti Autonomi                           | 1 875  | 6,63  | 2     | -              | 2       |
|                                                                  | Partito Socialista Democratico Italiano       | 1 857  | 6,57  | 2     | 0,78           | Stabile |
|                                                                  | Partito Liberale Italiano                     | 1 202  | 4,25  | 1     | 0,85           | Stabile |
|                                                                  | Partito Repubblicano Italiano                 | 1 077  | 3,81  | 1     | 0,87           | 1       |
|                                                                  | Movimento Sociale Italiano - Destra Nazionale | 717    | 2,54  | 1     | 1,13           | Stabile |
| Totale                                                           | Totale                                        | 28 278 | 100   | 40    |                |         |
| Votanti                                                          | Votanti                                       | 30 247 | 91,14 |       |                |         |
| Elettori                                                         | Elettori                                      | 33 186 | 100   |       |                |         |
| Fonte: Archivio storico delle elezioni - Ministero dell'Interno. |                                               |        |       |       |                |         |

### San Remo
| Partito                                                          | Partito                                       | Voti   | %     | Seggi | Differenza (%) | Differenza seggi |
| ---------------------------------------------------------------- | --------------------------------------------- | ------ | ----- | ----- | -------------- | ---------------- |
|                                                                  | Democrazia Cristiana                          | 15 617 | 36,44 | 17    | 4,81           | 3                |
|                                                                  | Partito Comunista Italiano                    | 8 177  | 19,08 | 8     | 3,39           | 1                |
|                                                                  | Partito Socialista Italiano                   | 4 545  | 10,60 | 4     | 2,81           | 1                |
|                                                                  | Nuova San Remo                                | 4 061  | 9,47  | 4     | 6,87           | 3                |
|                                                                  | Partito Socialista Democratico Italiano       | 2 505  | 5,84  | 2     | 0,86           | Stabile          |
|                                                                  | Partito Repubblicano Italiano                 | 2 438  | 5,69  | 2     | 1,44           | 1                |
|                                                                  | Partito Liberale Italiano                     | 2 380  | 5,55  | 2     | 1,15           | Stabile          |
|                                                                  | Movimento Sociale Italiano - Destra Nazionale | 1 585  | 3,70  | 1     | 1,46           | 1                |
|                                                                  | Radicali e Indipendenti                       | 793    | 1,85  | 0     | —              | —                |
|                                                                  | Democrazia Proletaria                         | 761    | 1,78  | 0     | —              | —                |
| Totale                                                           | Totale                                        | 42 862 | 100   | 40    | —              | —                |
| Votanti                                                          | Votanti                                       | 45 600 | 87,90 |       |                |                  |
| Elettori                                                         | Elettori                                      | 51 880 | 100   |       |                |                  |
| Fonte: Archivio storico delle elezioni - Ministero dell'Interno. |                                               |        |       |       |                |                  |

### Ventimiglia
| Partito                                                                                             | Partito                                       | Voti   | %     | Seggi | Differenza (%) | /       |
| --------------------------------------------------------------------------------------------------- | --------------------------------------------- | ------ | ----- | ----- | -------------- | ------- |
| | Democrazia Cristiana                          | 4 830  | 28,13 | 9     | 1,83           | 1       |
| | Partito Comunista Italiano                    | 4 376  | 25,49 | 8     | 2,40           | 1       |
| | Partito Socialista Italiano                   | 3 156  | 18,38 | 6     | 2,82           | 1       |
| | Partito Socialista Democratico Italiano       | 2 237  | 13,03 | 4     | 2,16           | 1       |
| | Partito Repubblicano Italiano                 | 759    | 4,42  | 1     | 1,57           | Stabile |
| | Partito Liberale Italiano                     | 728    | 4,24  | 1     | 1,55           | 1       |
| | Movimento Sociale Italiano - Destra Nazionale | 602    | 3,51  | 1     | 1,11           | Stabile |
| | Lista del Sole-Nuova Sinistra                 | 481    | 2,80  | 0     | -              | -       |
| Totale                                                                                              | Totale                                        | 17 169 | 100   | 30    |                |         |
| Votanti                                                                                             | Votanti                                       | 18 270 | 87,42 |       |                |         |
| Elettori                                                                                            | Elettori                                      | 20 898 | 100   |       |                |         |
| Fonte: Archivio storico delle elezioni - Ministero dell'Interno, su elezionistorico.interno.gov.it. |                                               |        |       |       |                |         |

## Provincia della Spezia

### La Spezia
| Partito                                                                                             | Partito                                       | Voti   | %     | Seggi | Differenza (%) | /       |
| --------------------------------------------------------------------------------------------------- | --------------------------------------------- | ------ | ----- | ----- | -------------- | ------- |
| | Partito Comunista Italiano                    | 33 619 | 40,61 | 22    | 2,37           | Stabile |
| | Democrazia Cristiana                          | 24 026 | 29,02 | 15    | 0,62           | Stabile |
| | Partito Socialista Italiano                   | 10 497 | 12,68 | 6     | 1,40           | Stabile |
| | Partito Repubblicano Italiano                 | 5 179  | 6,26  | 3     | 0,22           | Stabile |
| | Movimento Sociale Italiano - Destra Nazionale | 3 278  | 3,96  | 2     | 0,89           | Stabile |
| | Partito Socialista Democratico Italiano       | 2 414  | 2,92  | 1     | 0,81           | Stabile |
| | Partito Liberale Italiano                     | 2 089  | 2,52  | 1     | 0,20           | Stabile |
| | Mista di Sinistra                             | 850    | 1,03  | 0     | -              | -       |
| | Democrazia Proletaria                         | 841    | 1,02  | 0     | -              | -       |
| Totale                                                                                              | Totale                                        | 82 793 | 100   | 50    |                |         |
| Votanti                                                                                             | Votanti                                       | 86 599 | 89,91 |       |                |         |
| Elettori                                                                                            | Elettori                                      | 96 321 | 100   |       |                |         |
| Fonte: Archivio storico delle elezioni - Ministero dell'Interno, su elezionistorico.interno.gov.it. |                                               |        |       |       |                |         |

### Sarzana
| Partito                                                                                             | Partito                                       | Voti   | %     | Seggi | Differenza (%) | /       |
| --------------------------------------------------------------------------------------------------- | --------------------------------------------- | ------ | ----- | ----- | -------------- | ------- |
| | Partito Comunista Italiano                    | 6 566  | 48,25 | 16    | 0,42           | Stabile |
| | Democrazia Cristiana                          | 2 915  | 21,42 | 7     | 2,01           | 1       |
| | Partito Socialista Italiano                   | 2 579  | 18,95 | 6     | 6,02           | 2       |
| | Partito Socialista Democratico Italiano       | 731    | 5,37  | 1     | Stabile        | Stabile |
| | Partito Repubblicano Italiano                 | 289    | 2,12  | 0     | 0,22           | Stabile |
| | Movimento Sociale Italiano - Destra Nazionale | 270    | 1,98  | 0     | 2,94           | Stabile |
| | Partito Liberale Italiano                     | 259    | 1,90  | 0     | 0,85           | Stabile |
| Totale                                                                                              | Totale                                        | 13 609 | 100   | 30    |                |         |
| Votanti                                                                                             | Votanti                                       | 14 285 | 93,18 |       |                |         |
| Elettori                                                                                            | Elettori                                      | 15 331 | 100   |       |                |         |
| Fonte: Archivio storico delle elezioni - Ministero dell'Interno, su elezionistorico.interno.gov.it. |                                               |        |       |       |                |         |

## Provincia di Savona

### Savona
| | Partito Comunista Italiano                    | 21 560 | 41,00 | 18 | 2,90 | 1       |
| | Democrazia Cristiana                          | 12 829 | 24,40 | 10 | 0,54 | Stabile |
| | Partito Socialista Italiano                   | 9 008  | 17,13 | 7  | 0,02 | Stabile |
| | Partito Socialista Democratico Italiano       | 2 339  | 4,45  | 2  | 0,48 | 1       |
| | Partito Repubblicano Italiano                 | 2 271  | 4,32  | 1  | 0,21 | Stabile |
| | Partito Liberale Italiano                     | 2 108  | 4,01  | 1  | 0,26 | Stabile |
| | Movimento Sociale Italiano - Destra Nazionale | 1 621  | 3,08  | 1  | 0,19 | Stabile |
| | Democrazia Proletaria                         | 850    | 1,62  | 0  | 1,62 | Stabile |
| Totale                                                                                              | Totale                                        | 52 586 | 100   | 40 | —    | —       |
| Votanti                                                                                             | Votanti                                       | 56 637 | 91,36 |    |      |         |
| Elettori                                                                                            | Elettori                                      | 61 991 | 100   |    |      |         |
| Fonte: Archivio storico delle elezioni – Ministero dell'Interno, su elezionistorico.interno.gov.it. |                                               |        |       |    |      |         |

### Albenga
| Partito                                                                                             | Partito                                       | Voti   | %     | Seggi | Differenza % | Differenza seggi |
| --------------------------------------------------------------------------------------------------- | --------------------------------------------- | ------ | ----- | ----- | ------------ | ---------------- |
| | Partito Comunista Italiano                    | 5 299  | 36,11 | 12    | 0,08         | Stabile          |
| | Democrazia Cristiana                          | 4 357  | 29,69 | 10    | 0,81         | Stabile          |
| | Partito Socialista Italiano                   | 1 652  | 11,26 | 3     | 2,28         | 1                |
| | Progresso nell'Autonomia                      | 1 113  | 7,59  | 2     | -            | 2                |
| | Partito Socialista Democratico Italiano       | 678    | 4,62  | 2     | 2,65         | Stabile          |
| | Partito Liberale Italiano                     | 766    | 5,22  | 1     | 0,99         | Stabile          |
| | Partito Repubblicano Italiano                 | 555    | 3,78  | 0     | 1,75         | 1                |
| | Movimento Sociale Italiano - Destra Nazionale | 253    | 1,72  | 0     | 1,18         | Stabile          |
| Totale                                                                                              | Totale                                        | 14 673 | 100   | 30    | —            | —                |
| Votanti                                                                                             | Votanti                                       | 15 448 | 92,71 |       |              |                  |
| Elettori                                                                                            | Elettori                                      | 16 662 | 100   |       |              |                  |
| Fonte: Archivio storico delle elezioni – Ministero dell'Interno, su elezionistorico.interno.gov.it. |                                               |        |       |       |              |                  |